# Tschaierlo
Tschaierlo (auch: Biraboom Tschaierlo, scherzhaft Rio de Tschaierlo) ist ein lokaler Spitzname für die Stadt Gerlingen im Landkreis Ludwigsburg, Baden-Württemberg. Der Ausdruck entstammt dem schwäbischen Dialekt und geht auf eine historische Anekdote aus der Zeit der Bahnverbindung zurück.
Ursprung
Ein „Ur-Gerlengere“ berichtete, dass man früher nicht nur „Tschaierlo“ zu Gerlingen sagte, sondern auch „Biraboom Tschaierlo“. Der Zusatz „Biraboom“ („Birnbaum“) hat folgenden Hintergrund: Nach der Haltestelle Feldweich fuhr der Zug noch einmal ein Stück, wo am Bahnsteig ein Birnbaum stand. Der Zugschaffner soll damals laut ausgerufen haben:
„Geeeerlenga Biraboom!“
Diese Ansage prägte sich ein und wurde in den örtlichen Sprachgebrauch übernommen.
Sprachliche Form
„Tschaierlo“ ist eine mundartliche Lautform, deren genaue Herleitung unklar ist. Möglich ist eine lautmalerische oder scherzhafte Verfremdung des Ortsnamens „Gerlingen“. Die humorvolle Bezeichnung „Rio de Tschaierlo“ ist eine augenzwinkernde Anspielung auf Rio de Janeiro, vermutlich in Anlehnung an Gerlingens lebendige Vereins- und Festkultur.
Heutige Verwendung
Der Begriff „Tschaierlo“ ist heute vor allem unter älteren Einwohnern Gerlingens und in Dialektkreisen bekannt. In manchen Vereinen, besonders im kulturellen und sportlichen Bereich, wird er weiterhin als liebevoll-ironische Ortsbezeichnung genutzt.
1. ↑  Peter: